# Nemanja Radojević
Nemanja Radojević (serbisch-kyrillisch Немања Радојевић; * 5. Februar 1992 in Belgrad) ist ein serbischer Fußballspieler.

## Karriere
Radojević begann seine Karriere beim FK Zvezdara. Im Januar 2013 wechselte er zum FK Srem Jakovo. Im Januar 2014 schloss er sich dem FK GSP Polet Dorćol an. Zur Saison 2017/18 wechselte er zum FK Grafičar Belgrad. Im Januar 2018 zog er dann zum FK Šumadija Aranđelovac weiter. Zur Saison 2018/19 wechselte der Verteidiger nach Malta zum Erstligisten Hibernians Paola. Für die Hibernians absolvierte er 23 Partien in der Maltese Premier League. Nach der Saison 2018/19 verließ er den Verein wieder.
Nach einem Halbjahr ohne Klub kehrte Radojević im Februar 2020 zurück und schloss sich dem Drittligisten OFK Belgrad an. Den OFK verließ er im Januar 2021. Nach erneut mehreren Monaten ohne Klub wechselte der Abwehrspieler dann im September 2021 ein zweites Mal nach Malta, diesmal zum Zweitligisten San Ġwann FC. Für San Ġwann absolvierte er 17 Partien in der Challenge League. Nach der Saison 2021/22 verließ er das Team.
Im Oktober 2022 wechselte Radojević anschließend innerhalb Maltas zum Erstligisten FC Birkirkara. Für Birkirkara spielte e zweimal im Oberhaus. Im Februar 2023 wechselte er zum österreichischen Regionalligisten FC Mauerwerk. Die Wiener verließ er aber ohne Einsatz nach der Saison 2022/23 wieder.